# العلاقات الصينية الباهاماسية
العلاقات الصينية الباهاماسية هي العلاقات الثنائية التي تجمع بين الصين وباهاماس.

## مقارنة بين البلدين
هذه مقارنة عامة ومرجعية للدولتين:
| وجه المقارنة                                              | الصين                    | باهاماس      |
| --------------------------------------------------------- | ------------------------ | ------------ |
| المساحة (كم2)                                             | 9.60 مليون               | 13.88 ألف    |
| عدد السكان (نسمة)                                         | 1.33 مليار               | 395.36 ألف   |
| الكثافة السكانية (ن./كم²)                                 | 138.54                   | 28.48        |
| العاصمة                                                   | بكين                     | ناساو        |
| اللغة الرسمية                                             | اللغة الصينية القياسية   | لغة إنجليزية |
| العملة                                                    | رنمينبي                  | دولار بهامي  |
| الناتج المحلي الإجمالي (بليون دولار)                      | 12.24 تريليون            | 12.16 مليار  |
| الناتج المحلي الإجمالي (تعادل القوة الشرائية) بليون دولار | 19.82 تريليون            | 8.92 مليار   |
| الناتج المحلي الإجمالي الاسمي للفرد دولار أمريكي          | 8.03 ألف                 | 22.82 ألف    |
| الناتج المحلي الإجمالي للفرد دولار أمريكي                 | 13.21 ألف                |              |
| مؤشر التنمية البشرية                                      | 0.728                    | 0.790        |
| رمز المكالمات الدولي                                      | +86                      | +1242        |
| رمز الإنترنت                                              | .cn، .中国 ‏، .中國 ‏      | .bs          |
| المنطقة الزمنية                                           | توقيت الصين، ت ع م+08:00 | 00           |

## منظمات دولية مشتركة
يشترك البلدان في عضوية مجموعة من المنظمات الدولية، منها:
| علم المنظمة | اسم المنظمة                               | تاريخ انضمام الصين | تاريخ انضمام باهاماس |
| ----------- | ----------------------------------------- | ------------------ | -------------------- |
|             | مؤسسة التنمية الدولية                     | 24 سبتمبر 1960     | 23 يونيو 2008        |
|             | يونسكو                                    | 4 نوفمبر 1946      | 23 أبريل 1981        |
|             | وكالة ضمان الاستثمار متعدد الأطراف        | 30 أبريل 1988      | 4 أكتوبر 1994        |
|             | الأمم المتحدة                             | 25 أكتوبر 1971     | 18 سبتمبر 1973       |
|             | الفريق المعني برصد الأرض                  | ?                  | ?                    |
|             | الاتحاد البريدي العالمي                   | ?                  | ?                    |
|             | البنك الدولي للإنشاء والتعمير             | 27 ديسمبر 1945     | 21 أغسطس 1973        |
|             | بنك التنمية الكاريبي ‏                     | ?                  | ?                    |
|             | الاتحاد الدولي للاتصالات                  | 1 سبتمبر 1920      | 19 أغسطس 1974        |
|             | منظمة حظر الأسلحة الكيميائية              | ?                  | ?                    |
|             | مؤسسة التمويل الدولية                     | 15 يناير 1969      | 8 ديسمبر 1986        |
|             | المركز الدولي لتسوية المنازعات الاستشارية | 6 فبراير 1993      | 18 نوفمبر 1995       |
|             | منظمة الشرطة الجنائية الدولية             | ?                  | ?                    |

## وصلات خارجية
- موقع وزارة الخارجية الصينية